# Maggie Walsh
Maggie Walsh es un personaje ficticio de la serie de televisión Buffy the Vampire Slayer. Aparece durante la cuarta temporada y es interpretado por Lindsay Crouse.

## Historia
Walsh es presentada en la cuarta temporada, como la profesora de una asignatura en la universidad de Buffy, pero se vuelve una enemiga cuando intenta matar a Buffy porque la ve como una amenaza a La Iniciativa. Walsh conoce por primera vez a Buffy en su clase de psicología, junto a Willow Rosenberg y Oz en su primer año en la Universidad de California Sunnydale - UC Sunnydale. Walsh tiene fama de marcar mucha tarea y tiene fama entre los alumnos de exigente. Como Buffy, también lleva una vida secreta - como líder de la Iniciativa en Sunnydale, una agencia localizada bajo la universidad. La Iniciativa emplea un grupo de comandos, dirigidos por Riley Finn, encargados de capturar vampiros y demonios para experimentar. Desconocido para muchos en la Iniciativa, Maggie Walsh está también envuelta en el Proyecto 314, un programa secreto entre la Iniciativa que ha creado un híbrido entre demonio-humano-mecánico conocido como Adam. Varias criaturas capturadas por la Iniciativa fueron diseccionadas para proveer de partes a Adam.
Maggie mantiene una relación cercana con Riley, que se fija en ella como una figura materna. Cuando Riley mantiene una relación con Buffy le informan de que Buffy es la Cazadora. Al principio piensa que Buffy puede ser útil para la Iniciativa, pero pronto comienza a no caerle tan bien por la no tan bienvenida curiosidad, sobre todo por el Proyecto 314. Tiene cámaras en la habitación de Riley y espía a ambos mientras consumen sus relaciones después de capturar al demonio Polgara.
La profesora intenta asesinar a Buffy enviándola a una misión suicida sin que ella lo sepa, en la que le tiende una trampa. Sin embargo Buffy vence a los demonios y aparece ante Maggie y Riley cuando la primera había anunciado a Riley que Buffy había muerto segundos atrás y Riley abandona el recinto enfadado. Una Maggie enfadada también por su parte se retira al laboratorio del Proyecto 314, donde enseña a Adam a derrotar a Buffy. Sin embargo, Adam despierta y le clava uno de los huesos de demonio Polgara, matándola, y escapa de la Iniciativa.  
La Dr. Walsh aparece en el penúltimo episodio de la cuarta temporada, Primigenio, como un zombi, trabajando bajo las órdenes de Adam, junto a Dr. Francis Angleman. Intentando terminar el Proyecto 314, que empezó Maggie Walsh, Adam tiene a sus trabajadores creando a más criaturas como él; parte demonio, humano, y máquina combinada. Se sabe que la profesora intentó lo mismo con Riley insertándole un chip para poder controlarlo. La zombi Maggie ataca a Buffy cuando llega a rescatar a Riley, pero Buffy la golpea y la vence, y con la ayuda de la Scooby Gang derrota también a Adam.

## Actuación
- Crouse explicó cómo le fue descrito inicialmente el personaje, «Joss intentó explicarme quién era. Dijo que era una científica, y que haría investigación y en un momento, tomaría una mala dirección, pero su principal papel era el de ser una profesora de psicología.»[1]